# Communauté de communes Beauce - Val de Cisse
La communauté de communes Beauce - Val de Cisse est une ancienne communauté de communes française, située dans le département de Loir-et-Cher.
Elle a fusionné avec la Communauté d'agglomération de Blois, AGGLOPOLYS, au 1er janvier 2012.

## Géographie

### Composition
Elle est composée des communes suivantes :
1. Chambon-sur-Cisse
2. Champigny-en-Beauce
3. La Chapelle-Vendômoise
4. Chouzy-sur-Cisse
5. Coulanges
6. Françay
7. Herbault
8. Lancôme
9. Landes-le-Gaulois
10. Mesland
11. Molineuf
12. Monteaux
13. Onzain
14. Orchaise
15. Saint-Cyr-du-Gault
16. Saint-Étienne-des-Guérets
17. Santenay
18. Seillac
19. Veuves
20. Villefrancœur

## Historique
Au 31 décembre 2011, la Communauté de communes Beauce - Val de Cisse est officiellement dissoute et toutes les communes rejoignent, le lendemain 1er janvier 2012 la Communauté d'agglomération de Blois-Agglopolys.

## Démographie
La communauté de communes Beauce - Val de Cisse comptait 14 231 habitants (population légale INSEE) au 1er janvier 2007. La densité de population est de 41,4 hab./km2.

### Évolution démographique
| 1968   | 1975   | 1982   | 1990   | 1999   | 2007   | - | - | - |
| ------ | ------ | ------ | ------ | ------ | ------ | - | - | - |
| 10 835 | 11 158 | 12 151 | 12 752 | 13 491 | 14 231 | - | - | - |

## Politique communautaire

### Représentation

#### Présidents de la communauté de communes
| Période | Période  | Identité                  | Étiquette | Qualité |
| ------- | -------- | ------------------------- | --------- | ------- |
|         | en cours | Pierre Fouquet-Hatevilain |           |         |

### Identité visuelle
|  | Logo de la Communauté de Communes |

## Pour approfondir

## Sources
- le splaf
- la base aspic